# حمله با چاقو به سلمان رشدی
در ۱۲ اوت ۲۰۲۲ م برابر با ۲۱ مرداد ۱۴۰۱ ه‍. خ، سلمان رشدی، مؤلف هندی‌تبار بریتانیایی-آمریکایی، در یک رویداد سخنرانی عمومی در انستیتو چائوتائوکئوا در چائوتائوکئوا، نیویورک، ایالات متحده، توسط یک مهاجم تنها، با چندین ضربه چاقو مجروح شد. یک مظنون ۲۴ ساله به نام هادی مطر در محل دستگیر شد. مطر روز بعد به تعرض و اقدام به قتل متهم شد. رشدی چندین صدمات جدی دریافت کرد که نیاز به بستری شدن در بیمارستان داشت.
رشدی در سال ۱۹۸۹، یک سال پس از انتشار رمان آیات شیطانی در پی فتوای سید روح‌الله خمینی تهدید به مرگ شد؛ خمینی فتوایی مبنی بر ترور وی صادر کرد. او سپس برای مدتی مخفی شد و تدابیر امنیتی شدیدی را اتخاذ کرد، هرچند این تدابیر به مرور زمان سبک‌تر شدند.

## پیش‌زمینه
چهارمین رمان سلمان رشدی، آیات شیطانی، پس از انتشار در سال ۱۹۸۸، تحسین منتقدان و جنجال‌هایی را به همراه داشت. در سال ۱۹۸۹، سید روح‌الله خمینی، رهبر جمهوری اسلامی ایران، فتوایی مبنی بر ترور رشدی صادر کرد، و رشدی مجبور شد برای مدت چند سال مخفیانه و تحت حفاظت زندگی کند. رشدی در سال‌های پیش از چاقوکشی بدون تشریفات امنیتی سفر می‌کرد و جشنواره چائوتائوکئوا که در آن سخنرانی می‌کرد، به دلیل «محیط در دسترس» و «آرامش» شهرت داشت.
ستاد اجرایی فرمان امام برای ترور رشدی ۳ میلیون دلار جایزه تعیین کرده است که بنیاد پانزده خرداد آن را پرداخت می‌کند. این جایزه از رشدی هرگز برداشته نشد، اگرچه در سال ۱۹۹۸ دولت ایران به دنبال فاصله گرفتن از فتوا بود و متعهد شد که اصرار برای اجرای آن را متوقف کند. اما در سال ۲۰۱۷، سید علی خامنه‌ای، رهبر جمهوری اسلامی ایران مجدداً با تأکید بر باقی‌ماندن این فرمان، گفت: «حکم همان است که امام خمینی صادر کردند».
پس از آن، بنیاد ساکت ماند و از پاسخگویی به آسوشیتد پرس خودداری کرد.
رشدی دو هفته پیش از این حمله، به اشترن، مجلهٔ امور جاری آلمان گفت که «امروزه زندگی من دوباره بسیار عادی شده است» و اگر شبکه‌های اجتماعی در اواخر دهه ۱۹۸۰ وجود می‌داشتند برای زندگی او «خطرناک‌تر، بی‌نهایت خطرناک‌تر» می‌شد.
به گفته ریس، رشدی درست پیش از اینکه با هم روی صحنه بروند به او قول داده بود که برای ایجاد فرصت‌های جدید برای پناهندگی و حمایت از هنرمندان تحت تعقیب، توری در ایالات متحده خواهد داشت.

## حمله
در ۱۲ اوت، حدود ساعت ۱۰:۴۷ صبح EDT، یک مهاجم با عجله وارد صحنهٔ انستیتو چائوتائوکئوا شد، جایی که رشدی قرار بود در مورد ایالات متحده به عنوان پناهگاه امن برای نویسندگان تبعیدی سخنرانی کند. پلیس و شاهدان گفتند که ضارب با چاقو به شکم و گردن او ضربه زد و حتی در حالی که چندین نفر او را عقب نگه می‌داشتند، برای ادامهٔ حمله تلاش می‌کرد. یکی از بنیانگذاران سیتی آف اسایلم، هنری ریس، نیز در آن زمان روی صحنه بود و در شرف آغاز مصاحبه با رشدی بود. وی در جریان این حمله از ناحیه سر آسیب دید. دکتری که در این مراسم شرکت کرده بود بلافاصله به رشدی رسیدگی کرد.
یک سرباز اهل ایالت نیویورک و یک معاون کلانتر که هر دو در این مراسم حضور داشتند، ضارب را در محل دستگیر کردند.
بالگردی رشدی را به بیمارستانی در ایری، پنسیلوانیا برد، اندرو ویلی، کارگزار ادبی رشدی، در غروب ۱۲ اوت گفت که رشدی تحت عمل جراحی قرار گرفته است، به دستگاه تنفس مصنوعی متصل شده و به دلیل وسعت جراحاتش قادر به صحبت کردن نبود. ویلی گفت که رشدی با احتمال از دست دادن یکی از چشمانش، علاوه بر احتمال آسیب کبدی و چندین عصب قطع‌شده در یک بازویش، مواجه خواهد شد.
یک دادستان محلی روز بعد در ۱۳ اوت در مورد میزان جراحات رشدی توضیح داد که چهار زخم در ناحیهٔ شکم، سه زخم در سمت راست قسمت جلویی گردن، یک زخم در چشم راست، یک زخم در قفسهٔ سینه و یک زخم روی ران راستش را تأیید کردند. در همان روز، ویلی در پاسخ به گزارش یکی از دوستان نویسنده، به آسوشیتد پرس تأیید کرد که رشدی از دستگاه تنفس مصنوعی جدا شده و می‌تواند صحبت کند. در ۱۴ اوت، ویلی گفت که رشدی در «مسیر بهبودی» است و افزود: «این امر طولانی‌مدت خواهد بود؛ میزان جراحات شدید است، اما وضعیت او در مسیر بهبودی است». ظفر، پسر رشدی اظهار داشت: «اگرچه میزان جراحات او بسیار شدید است، اما شوخ‌طبعی معمولی و سرکشی او دست‌نخورده باقی‌مانده است». ظفر همچنین نوشت: «آزادی بیان همه چیز است. آزادی بیان خودِ زندگی است».

## متهم
پلیس ضارب را هادی مطر، مردی ۲۴ ساله از فیرویو، نیوجرسی شناسایی کرد. او در آمریکا متولد شد. پدر و مادرش از یارون در جنوب لبنان مهاجرت کردند. خبرنگارانی که از روستای اجدادی او یارون دیدن کردند، شاهد پرچم‌های حزب‌الله مورد حمایت جمهوری اسلامی و پرتره‌هایی از سید حسن نصرالله، سید علی خامنه‌ای، سید روح‌الله خمینی و قاسم سلیمانی بودند. حزب‌الله به خبرنگاران دستور داد که آنجا را ترک کنند.
مطر در زمان دستگیری گواهینامهٔ رانندگی جعلی با نامی که یک شبه‌نظامی کشته‌شدهٔ حزب‌الله لبنان را تداعی می‌کرد، با خود همراه داشت. مطر برای شرکت در این رویداد یک «بلیت پیشرفته» دریافت کرده بود. نیویورک پست، با اشاره به مجریان قانون، در گزارشی مدعی شد که مطر در حمایت از حاکمیت دینی شیعه نظام جمهوری اسلامی ایران اظهار نظر کرده است. او گفته بود که خمینی را تحسین می‌کند.
شواهدی وجود ندارد مقامات ایرانی در سازماندهی یا ترتیب دادن حمله به رشدی درگیر بوده‌اند. مقامات امنیتی ناتو تأیید کرده‌اند مطر با اعضای سپاه پاسداران انقلاب اسلامی در تماس مستقیم قرار داشته است. یک مقام اطلاعاتی خاورمیانه‌ای گفته «واضح» است که او زمانی پیش از حمله با افرادی که با سپاه قدس مستقیماً درگیر یا مرتبط با آن بودند در تماس بوده است. میزان درگیری، این که این تلاش مستقیماً تحت حمایت آنها بوده یا توصیه‌هایی برای اهداف داده شده هنوز مشخص نیست.

## واکنش‌های سیاسی
سخنگوی دولت بایدن در ایالات متحده با صدور بیانیه‌ای علناً این حمله را محکوم کرد. بوریس جانسون، نخست‌وزیر بریتانیا، آنتونی آلبانیزی، نخست‌وزیر استرالیا، امانوئل مکرون، رئیس‌جمهور فرانسه، جاستین ترودو، نخست‌وزیر کانادا و اولاف شولتس، صدراعظم آلمان نیز در بیانیه‌هایی خشم خود را نسبت به این حمله ابراز کردند و برای رشدی آرزوی سلامتی کردند.
در هند، عارف محمد خان، فرماندار کرالا به ایندین اکسپرس گفت: «در یک جامعهٔ متمدن، جایی برای خشونت یا گرفتن قانون به دست خود وجود ندارد. این عمل شنیع، مستحق شدیدترین محکومیت است».
ایران رسماً هرگونه دخالت در حمله به رشدی را تکذیب کرد. به گفته آبزرور، مقامات ارشد ایران این حمله با چاقو را به مذاکرات هسته‌ای بین ایران و ایالات متحده مرتبط می‌دانند. سید محمد مرندی، تحلیلگر سیاسی ایرانی-آمریکایی نوشت: «برای نویسنده‌ای که نفرت و تحقیری بی‌پایان نسبت به مسلمانان و اسلام دارد، اشک نمی‌ریزم». مرندی همچنین به تئوری‌های توطئه اشاره کرد که ادعا می‌کنند این ترور تلاشی از سوی دشمنان ایران برای آسیب رساندن به «برند ایران» است و نوشت: «آیا تصادفی است که درست زمانی که در آستانهٔ احیای توافق هسته‌ای هستیم، آمریکا ادعاهایی مبنی بر تلاش ایران برای ترور بولتون دارد و سپس این اتفاق می‌افتد؟» بیانیه مرندی به ادعای وزارت دادگستری ایالات متحده مبنی بر برنامه‌ریزی ایران برای ترور جان بولتون، مشاور امنیت ملی آمریکا در سال ۲۰۲۰ اشاره داشت.
روزنامه کیهان از حمله به سلمان رشدی استقبال کرد.
در داخل ایران، روزنامه‌های محافظه‌کار و همچنین صدا و سیما (که رشدی را مرتد نامیده‌اند) عموماً از این حمله استقبال کردند.
در لبنان، حزب‌الله مورد حمایت ایران هرگونه اطلاع قبلی از این حادثه را رد کرد. با این حال، حامیان حزب‌الله در شبکه‌های اجتماعی از مهاجم تمجید کردند و او را قهرمان خواندند و در پست‌های خود از هشتگ «خنجر مقدس» استفاده کردند.

## تأثیر فرهنگی
مدیر عامل انجمن قلم آمریکا اظهار داشت: «اینجا در ایالات متحده، ما نمی‌توانیم فوراً به هیچ حادثهٔ مشابهی از حملهٔ خشونت‌آمیز عمومی به یک نویسنده در طول یک رویداد ادبی فکر کنیم». نیویورک تایمز گزارش داد که این حادثه «موج‌های شوک و وحشت» را در جهان ادبی ایجاد کرده است. برندگان جایزه نوبل، کازوئو ایشی‌گورو و عبدالرزاق قورنه، از نخستین کسانی بودند که در دفاع از رشدی بیانیه صادر کردند، در حالی که ایان مک‌یوون و ارونداتی روی، برندگان جایزه ادبی من بوکر، نیز این چاقوزدن را محکوم کردند.
در روز حمله، کایلی مور گیلبرت، کارشناس اسلام‌شناسی، نوشت: «بیش از ۳۰ سال و ۳ میلیون دلار پاداش، سرانجام فتوای زهرآگین خمینی به سلمان رشدی رسید. یک روز سیاه برای آزادی بیان، زبان، مذهب و وجدان. یک روز غم‌انگیز برای ادبیات». بهروز بوچانی، روزنامه‌نگار ایرانی در تبعید، چاقوزدن رشدی را محکوم کرد و آن را «حمله به آزادی بیان» خواند.
پل تیگه، دبیر شورای جامه اسقفی، یک روز پس از حمله نمایشگاهی را افتتاح کرد و در حمایت از رشدی سخنرانی کرد.
دو روز پس از چاقو خوردن رشدی، آکادمی گنکور فرانسه بیانیه‌ای صادر کرد که در آن اعلام کرد «عمل وحشیانه‌ای را که هیچ توجیهی برای آن وجود ندارد محکوم می‌کند [و] حمایت و همبستگی بی‌قید و شرط خود را» از رشدی را ابراز کرد.
حمله به رشدی مصادف شد با علاقهٔ مجدد برای به‌دست‌آوردن نسخه‌هایی از رمان آیات شیطانی، و این رمان تا بعدازظهر بعد از آن در رتبهٔ سیزدهم در Amazon.com قرار گرفت. در عرض چند روز، نسخهٔ اسپانیایی این رمان در رتبه نخست پرفروش‌ترین‌ها قرار گرفت و سایر کتاب‌های رشدی، از جمله بچه‌های نیمه‌شب، نیز فروش خوبی داشتند، در حالی که روزی که او چاقو خورد، کتاب‌هایش در فهرست ۱۰۰ کتاب برتر قرار نداشتند.

## سؤالات دربارهٔ امنیت
پس از چاقو زدن رشدی، سؤالاتی در مورد امنیتِ این مراسم، که یک سرباز دولتی و یک افسر کلانتری در آن حضور داشتند، مطرح شد. یکی از شاهدان عینی ادعا کرد که هیچ امنیتی روی صحنه وجود نداشت. یک وکیل حاضر در این رویداد گفت که فقط از آوردن غذا و نوشیدنی به سالن آمفی تئاتر منع شده بود.
مشخص شد که رهبری مؤسسه چائوتائوکئوا توصیه‌های مربوط به اقدامات احتیاطی امنیتی را نادیده گرفته است، زیرا احساس می‌کردند که این امر باعث دوری مخاطبان از سخنرانان می‌شود.
مایکل هیل، رئیس مؤسسه چائوتائوکئوا، اظهار داشت که از حضور افسران مجری قانون در این رویداد اطمینان حاصل کرده است. او حمله به رشدی را «بر خلاف هیچ چیز در تاریخ نزدیک به ۱۵۰ ساله [این مؤسسه]» توصیف کرد.
پس از این حمله، مؤسسه چائوتائوکئوا اعلام کرد که برای خرید گذرگاه‌ها به کارت‌های شناسایی تصویردار نیاز دارد که قبلاً می‌توانستند به صورت ناشناس خریداری شوند. حمل کیف در سالن آمفی تئاتر نیز ممنوع خواهد شد.

## تحقیق و بررسی
تحقیقات در مورد چاقو زدن رشدی توسط پلیس ایالت نیویورک و با کمک اداره تحقیقات فدرال و دادستان ناحیه‌ای شهرستان چاتاکوآ، نیویورک هدایت می‌شود.
مظنون، مطر، در دادگاه ایالتی به تلاش برای قتل و حمله (در هر دو مورد درجهٔ دوم) متهم شده است و بدون قرار وثیقه بازداشت شده است. او نسبت به اتهامات وارده، خود را بی‌گناه معرفی کرده است.

## تعیین جایزه جمهوری اسلامی برای عامل ترور
یک نهاد جمهوری اسلامی ایران در یکم اسفند ۱۴۰۱، یک جایزه بزرگ مالی که برای عامل ترور احمد سلمان رشدی تعیین کرد. نهادهای متعدد جمهوری اسلامی در گذشته نیز جوایز کلان مالی برای کسی که بتواند سلمان رشدی را بکشد تعیین کرده بودند.